# شوتا کویده
شوتا کویده (انگلیسی: Shota Koide؛ زادهٔ ۲۹ سپتامبر ۱۹۸۱) بازیکن فوتبال اهل ژاپن است.
از باشگاه‌هایی که در آن بازی کرده‌است می‌توان به باشگاه فوتبال ساگان توسو اشاره کرد.